# خرگوشک‌های کوتوله
خرگوشک‌های کوتوله (نام علمی: Brachylagus) یک سرده از خرگوش‌سانان است که شامل کوچک‌ترین خرگوش زنده، خرگوشک کوتوله است. یک گونه منقرض‌شده به نام خرگوشک کلرادویی(Brachylagus coloradoensis) نیز شناخته شده است.